# Kardos László (filmrendező)
Kardos László, külföldön Leslie Kardos (Bártfa, 1903. október 8. – Los Angeles, USA, 1962. április 11.) magyar filmrendező, vágó.

## Élete
Eredetileg színész és táncosartista volt, beutazta az egész világot. Ezután Berlinben színházi rendezőként helyezkedett el. 1933-ban hazatért Magyarországra és itthon vágóként és rendezőként dolgozott. 1940-ben az USA-ba emigrált, ahol szintén rendezett.
Elsőként a Budapesten forgatott Három és fél muskétás című filmet rendezte, majd néhány magyar vígjátékot. 

## Családja
Kardos (Klein) Gábor (1860–1929) szabadkai nyomdatulajdonos, korrektor és Löbl Fanni (1866–1934) fia. Apai nagyszülei Klein Lipót és Donáth Rozália, anyai nagyszülei Löbl Mór kereskedő és Ebenspanger Amália voltak. Testvére Kardos Erzsébet varieté titkárnő, Szőke Szakáll színész második felesége volt.
Felesége Paszternák Mária („Lenke") volt, Joe Pasternak magyar származású amerikai filmproducer húga. 1935. március 24-én az Erzsébetvárosban kötöttek házasságot.

## Filmjei

### Vágó
- Helyet az öregeknek (magyar-osztrák vígjáték, 1934)

### Rendező
- Négy és fél muskétás (eredeti címe: Viereinhalb Musketiere, 1935)
- Barátságos arcot kérek! (magyar vígjáték, 1935)
- Sportszerelem (Farkas Zoltánnal, magyar romantikus vígjáték, 1936)
- 120-as tempó (magyar vígjáték, 1936)
- Dark Street of Cairo (1940)
- To My Unborn Son (1943, rövidfilm)
- A vetkőzés (eredeti címe: The Strip, amerikai dráma, 1951)
- Small Town Girl (musical, 1953)
- The Man Who Turned to Stone (1957)
- The Tijuana Story (1957)